# Карловиці-Малі
Карловиці-Малі (пол. Karłowice Małe, нім. Klein Karlowitz) — село в Польщі, у гміні Каменник Ниського повіту Опольського воєводства.
Населення — 104 особи (2011).

## Демографія
Демографічна структура станом на 31 березня 2011 року:
|          | Загалом | Допрацездатний вік | Працездатний вік | Постпрацездатний вік |
| -------- | ------- | ------------------ | ---------------- | -------------------- |
| Чоловіки | 53      | 8                  | 38               | 7                    |
| Жінки    | 51      | 4                  | 34               | 13                   |
| Разом    | 104     | 12                 | 72               | 20                   |